# Двадцать четыре скрипки короля
Двадцать четыре скрипки короля (фр. Les Vingt-quatre Violons du Roy); альтернативные названия: La Grande Bande и Les Violons Ordinaires de la Chambre du Roy — официальный струнный оркестр при дворе французских королей, существовавший в 1626—1761 годах.

## Обзор
Оркестр был основан в 1626 году при Людовике XIII. Принимал участие во всех официальных светских мероприятиях (праздниках, балах, траурных церемониях, балетах, концертах) при дворе в Версальском дворце. По необходимости оркестр усиливали духовые инструменты ансамбля Большой конюшни (фр. Grande Écurie). В оркестре (в разное время) играли знаменитые музыканты, среди них Ж.-Б. Люлли, Ж.-М. Леклер, Ж.-Ф. Ребель (и его сын Ф. Ребель), Ж. Обер.
Люлли, занимавший при Людовике XIV должности «главного инспектора инструментальной музыки» (фр. Surintendant de la musique instrumentale) и «учителя музыки королевской семьи» (фр. Maitre de la musique de la famille royale), не был удовлетворён дисциплиной и уровнем профессионализма оркестра и добился в 1656 году разрешения организовать и возглавить автономный струнный оркестр меньшего размера. Коллектив состоял первоначально из 16 струнников, позднее количество струнников достигло 21, а также были добавлены 2 сопрановых цинка и 2 фагота. Меньший оркестр называли Les Petits Violons de Lully (букв. «Маленькие скрипки Люлли») или коротко La Petite Bande. Больший оркестр соответственно получил название La Grande Bande.
В 1761 году оркестр «Двадцать четыре скрипки короля» был распущен, а его музыканты влились в коллектив Королевской капеллы (Chapelle Royale), музыканты которой до той поры занимались исполнением лишь церковной музыки.

## Инструменты
Состав оркестра был представлен пятью струнными инструментами различного размера:
- 6 первых скрипок, (dessus de violon, строй g — d1 — a1 — e2)
- 4 hautes-contre (длина корпуса 37,5 см; строй c — g — d1 — a1)
- 4 tailles (длина корпуса 45 см, строй c — g — d1 — a1)
- 4 quintes (длина корпуса 52,5 см, строй c — g — d1 — a1)
- 6 басовых скрипок (basses de violon, строй B — F — c — g)

Первые скрипки оркестра относились к разновидности Violino alla francese (иначе Violino piccolo) и были несколько меньшего размера, чем итальянский стандарт. Три струнных инструмента большего размера и одинакового строя (hautes-contre, tailles, quintes, две последние разновидности аналогичны теноровым виолам) ныне вышли из употребления. Басовый инструмент (аналог басовой виолы) был настроен тоном ниже современной виолончели. Позже Люлли изменил состав оркестра, добавив, в частности, 2 контрабаса.